# 아메리카들소
아메리카들소(American bison)는 북아메리카가 원산지인 들소의 일종이다. 유럽들소와 함께 현존하는 두 종의 들소 중 하나이다. 기원전 9000년경, 그것의 역사적 범위는 알래스카에주서 멕시코만까지, 동쪽으로는 대서양 연안(일부 지역에서는 대서양 조수에 가까운)까지, 북쪽으로는 뉴욕주까지, 남쪽으로는 조지아주까지, 일부 소식통에 따르면 남쪽으로는 플로리다주까지, 북쪽으로는 카토바강의 버펄로 포드 근처 노스캐롤라이나주에서 1750년경 목격되었다고 한다.
한때 광활한 무리 속을 배회하던 이 종은 19세기 상업적 사냥과 도축, 가축의 소 질병 도입 등의 조합으로 거의 멸종되었다. 18세기 후반 추정 개체수가 6천만 마리에 달했던 이 종은 아메리카들소가 전통적인 삶의 방식(식량 공급원, 옷과 쉼터를 위한 은신처, 도구를 위한 뿔과 뼈)의 주요 자원이었기 때문에 1889년까지 아메리카 원주민의 토벌의 일환으로 단 541마리로 도태되었다. 복구 노력은 20세기 중반에 확대되었으며 2019년 3월 현재 약 31,000마리의 야생 들소가 다시 등장했다. 수년 동안 이 개체군은 주로 몇몇 국립 공원과 보호 구역에서 발견되었다. 여러 번의 재도입을 통해 이 종은 현재 미국, 캐나다 및 멕시코의 여러 지역에서 자유롭게 돌아다닌다. 아메리카들소는 러시아의 야쿠티야에도 소개되었다.

## 어원
미국 영어에서, 버펄로(Buffalo)와 바이슨(Bison)은 모두 아메리카들소의 정확한 용어로 여겨진다. 하지만, 영국 영어에서, 버펄로라는 단어는 아프리카물소와 물소를 위한 것이고 바이슨을 위한 것으로 쓰이지 않는다.
영어 용법에서 버펄로라는 용어는 일찍이 1625년에 미국의 포유류를 가리키는 데 사용되었다. 바이슨이라는 단어는 1690년대에 적용되었다.

## 묘사
들소는 덥수룩하고 길고 어두운 갈색의 겨울 털과 가볍고 밝은 갈색의 여름 털을 가지고 있다. 수컷 들소는 암컷보다 상당히 크고 무겁다. 초원들소는 종종 더 작은 크기 범위에 있고 숲들소는 더 큰 범위에 있다. 머리 혹의 길이는 수컷이 최대 3.5m, 암컷이 최대 2.85m이고 꼬리는 30~95cm이다.

## 사냥
버펄로 사냥, 즉 아메리카들소 사냥은 평원 인디언들에게 기본적인 활동으로, 주요 식량 공급원, 옷과 피난처를 위한 가죽, 뼈와 뿔뿐만 아니라 도구를 포함하여 동물의 모든 부분에 150개 이상의 용도를 제공했다. 들소 사냥은 나중에 미국 정부뿐만 아니라 미국 전문 사냥꾼들에 의해 채택되어 1890년경 종의 거의 멸종을 초래한 미국 인디언 전쟁의 후기 동안 일부 평원 인디언 국가의 중심 자원을 방해하기 위한 노력으로 이루어졌다. 많은 부족들에게 버펄로는 창조주에 의해 그들에게 삶의 필수적인 부분이었다. 사실, 일부 평원 인디언들에게 들소는 최초의 민족으로 알려져 있다. 종의 멸종의 개념은 많은 부족들에게 이질적이었다.

## 사진

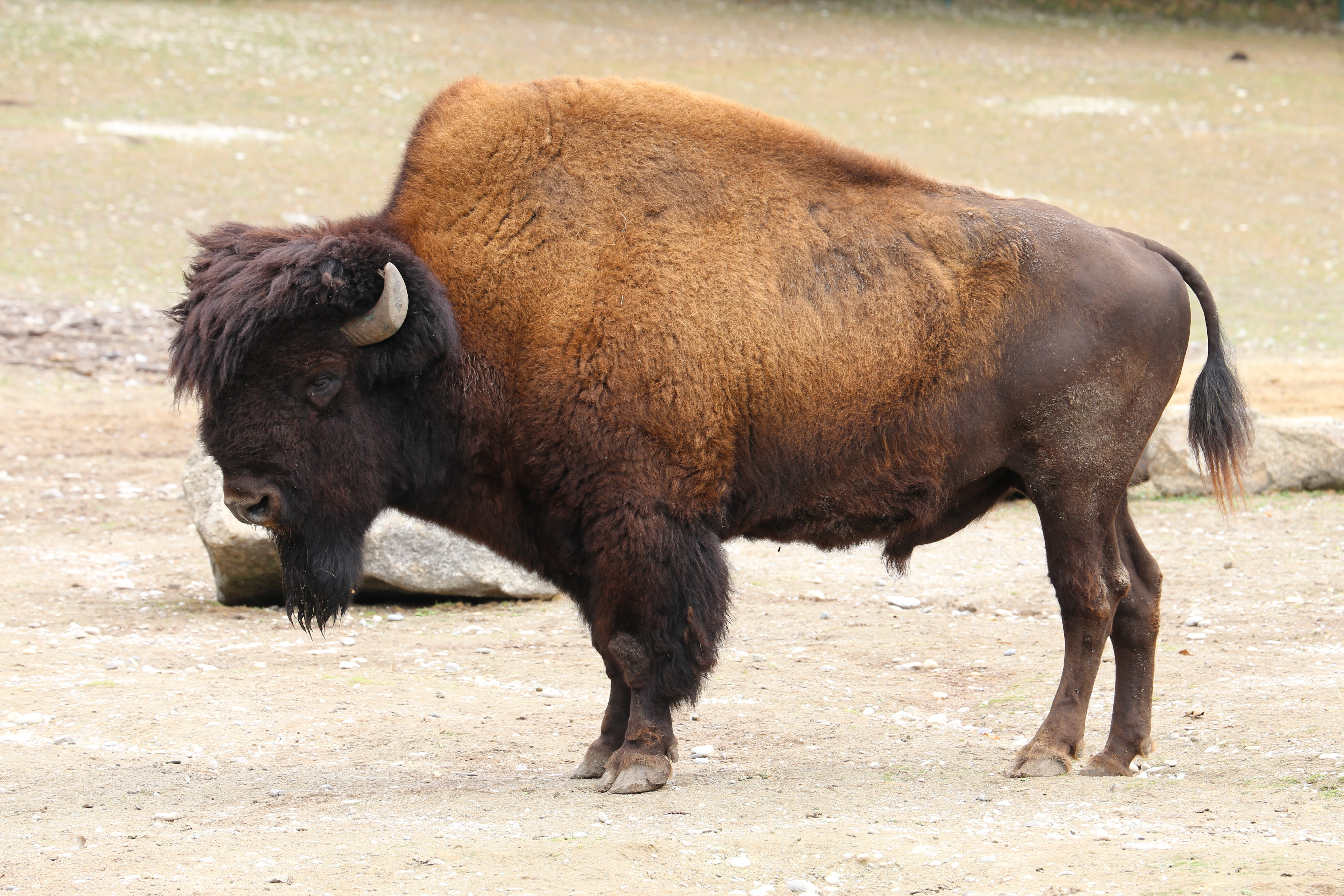
Bison bison athabascae
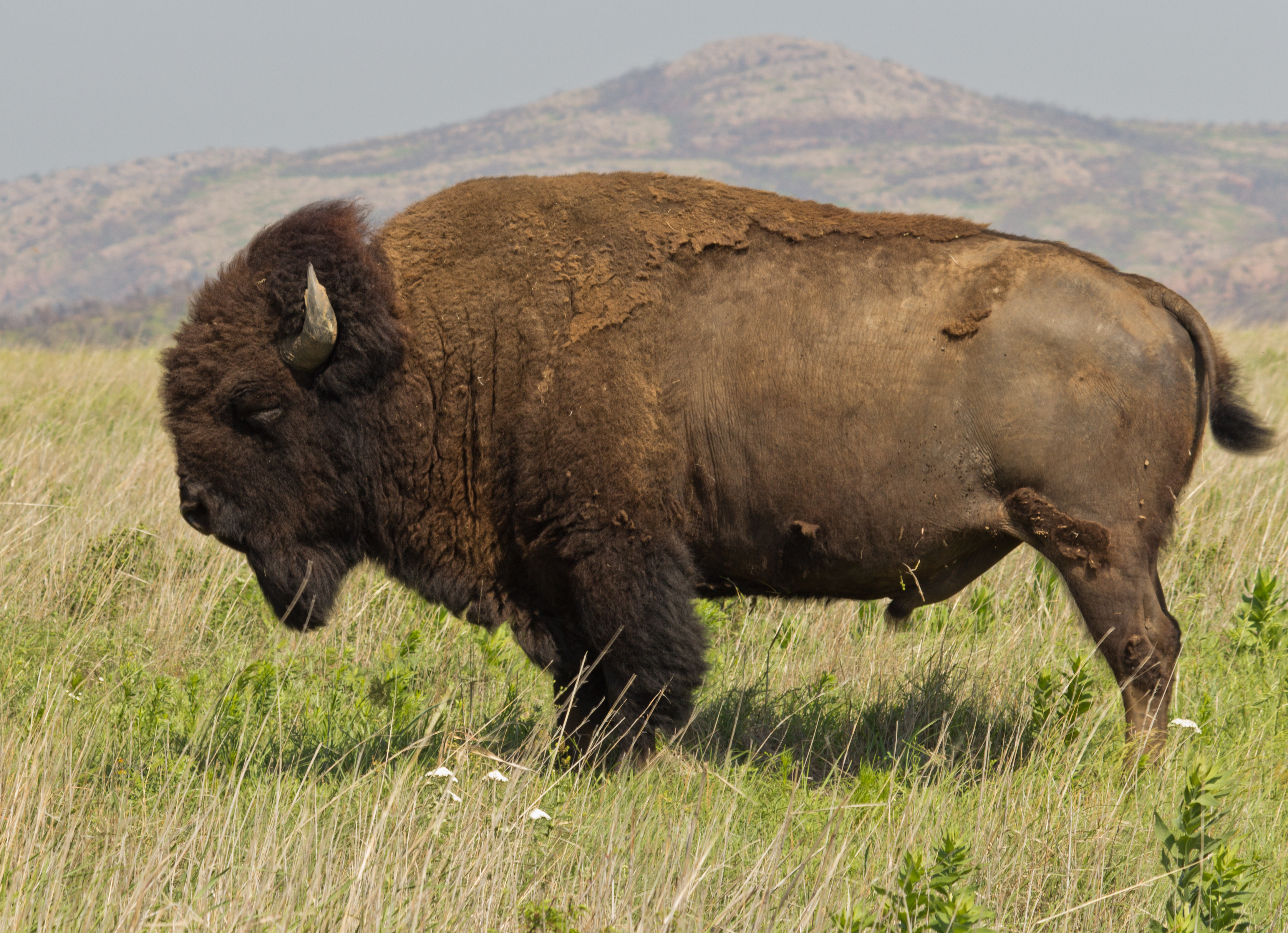
Bison bison bison